# Чомон, Фауре
Фауре Чомо́н Медьявилья (исп. Faure Chomon Mediavilla; 15 января 1929 года, Манати, Орьенте, Куба — 5 декабря 2019 года, Гавана, Куба) — кубинский революционер, государственный и политический деятель, один из лидеров Революционного директората 13 марта, министр связи и транспорта Кубы, посол Кубы в Советском Союзе, Вьетнаме, Болгарии и Эквадоре.

## Биография
Чомон родился 15 января 1929 года в муниципалитете Манати, в исторической провинции Орьенте. Начав учёбу в Гаванском университете в 1952 году, он вступил в кубинскую студенческую революционную организацию, боровшаяся с диктатурой Батисты. В 1956 году был одним из основателей Революционного директората 13 марта, генеральным секретарём которого являлся в 1957—1961 гг.
В 1957 году он принимал участие в неудачном штурме президентского дворца, после чего был вынужден покинуть Кубу. В 1958 году он руководил высадкой в Нуэвитас и участвовал во Втором национальном фронте в горах Эскамбрай (провинция Лас-Вильяс), пока не соединился с фронтом под руководством Эрнесто Че Гевары. За успешные действия Че Гевара повысил его до командующего повстанческой армией. К концу 1958 года область была полностью занята повстанцами.
После победы революции на Кубе в 1959 году он служил на различных должностях. Фауре Чомон был послом Кубы в СССР, Вьетнаме, Болгарии и Эквадоре, а также занимал посты министра связи (1962—1964) и транспорта (1964—1970) Кубы и первого секретаря комитета КПК в провинции Лас-Тунас (1976—1980).
При формировании единой правящей партии в 1962 году вошёл в состав Национального руководства Объединенных революционных организаций, затем Единой партии социалистической революции Кубы. В 1965 году он стал членом Центрального комитета и Секретариата Коммунистической партии Кубы. В 1976 году стал депутатом Национальной ассамблеи народной власти Кубы и оставался им до самой смерти.
Фауре Чомон умер 5 декабря 2019 года в Гаване, Куба.

## Примечание
1. ↑  https://diariodecuba.com/cuba/1575636300_7438.html — 2019.
2. ↑  Personalities Caribbean. — Personalities Limited, 1973. — 1074 с.
3. ↑  DDC. Muere Faure Chomón, otro de los históricos del régimen cubano (исп.). Diario de Cuba (9 декабря 2019). Дата обращения: 6 февраля 2020. Архивировано 7 декабря 2019 года.
4. ↑  Falleció el Comandante del Ejército Rebelde Faure Chomón Mediavilla (англ.). Parlamento Cubano (6 декабря 2019). Дата обращения: 6 февраля 2020. Архивировано 25 января 2020 года.
5. ↑  Fallece Faure Chomón Mediavilla, Comandante del Ejército Rebelde (исп.). Cubadebate (5 декабря 2019). Дата обращения: 6 февраля 2020. Архивировано 6 февраля 2020 года.
6. ↑  Falleció el Comandante del Ejército Rebelde Faure Chomón Mediavilla (англ.). Granma.cu. Дата обращения: 6 февраля 2020. Архивировано 21 января 2020 года.